# Куманичево (община Кавадарци)
Вижте пояснителната страница за други значения на Куманичево.
 Тази статия е за селото в Тиквеш.  За селото в Костурско, Гърция вижте Куманичево (дем Костур).  За селото в Драмско, Гърция вижте Куманич.
Куманичево (на македонска литературна норма: Куманичево) е село в Северна Македония, в община Кавадарци.

## География
Селото е разположено в източната част на областта Мариово, югозападно от общинския център Кавадарци, типично планинско село.

## История
Селото се споменава с днешното си име Куманичево в грамота на Иван и Константин Драгаш, датирана около 1378 година.
Селската църква „Свети Димитър“ е вероятно от XIX век.
В XIX век Куманичево е чисто българско село в Рожденска нахия (Морихово) на Тиквешка кааза на Османската империя. Според статистиката на Васил Кънчов („Македония. Етнография и статистика“) от 1900 година селото има 350 жители, всички българи християни.
Цялото християнско население на селото е под върховенството на Българската екзархия. По данни на секретаря на екзархията Димитър Мишев („La Macédoine et sa Population Chrétienne“) в 1905 година в Команичево (Komanitchevo) има 320 българи екзархисти и работи българско училище.
По време на Балканската война в 1912 година един човек от Куманичево се включва като доброволец в Македоно-одринското опълчение.